# اوجین دورجی
اوجین دورجی (دزونگخا: ཨོ་རྒྱན་རྡོ་རྗེ་؛ ۱۸۵۵ – ۱۹۱۶) سیاست‌مدار و اولین وزیر اعظم بوتان از ۱۹۰۷ تا ۱۹۱۶ بود.